# Bory bagienne i torfowiska Karaska
Bory bagienne i torfowiska Karaska este o arie protejată (sit de importanță comunitară — SCI) din Polonia întinsă pe o suprafață de 558,83 ha, integral pe uscat.

## Localizare
Centrul sitului Bory bagienne i torfowiska Karaska este situat la coordonatele 53°14′51″N 21°21′43″E / 53.2474°N 21.3619°E.

## Înființare
Situl Bory bagienne i torfowiska Karaska a fost declarat sit de importanță comunitară în octombrie 2009 pentru a proteja 2 specii de animale.

## Biodiversitate
Situată în ecoregiunea continentală, aria protejată conține 6 habitate naturale: Formațiuni ierboase bogate în specii de Nardus, dezvoltate pe substraturi silicioase în zone montane (și în zone submontane, în Europa continentală), Fânețe de joasă altitudine (Alopecurus pratensis, Sanguisorba officinalis), Turbării active, Mlaștini oligotrofe degradate, capabile încă de regenerare naturală, Mlaștini turboase de tranziție și turbării mișcătoare, Mlaștini împădurite.
La baza desemnării sitului se află mai multe specii protejate:
- amfibieni (1): buhai de baltă cu burta roșie (Bombina bombina)
- mamifere (1): castor (Castor fiber)